# قاسم کاکایی
قاسم کاکایی (متولد ۱۳۳۶ در شیراز) روحانی و عرفان‌پژوه ایرانی و استاد فلسفه و عرفان اسلامی دانشگاه شیراز است.
کاکایی تدریس در دانشگاه شیراز و دوره‌های فشرده‌ی آموزشی در دانشگاه نورث کارولینا آمریکا و پاراماندینا جاکارتا را در رزومه‌ی خود دارد. از گرایش‌های پژوهشی او می‌توان به عرفان اسلامی، عرفان تطبیقی، فلسفه و کلام اسلامی و کلام تطبیقی اشاره کرد.

## سوابق تحصیلی
کاکایی در سال ٥٥ ابتدا برای تحصیل در کارشناسی مهندسی برق وارد دانشگاه شیراز شد. سپس رشته‌ی الهیات و معارف اسلامی را در دانشگاه قم ادامه داد. او دکترای فلسفه و حکمت خود را از دانشگاه تربیت مدرس اخذ کرد. وی با توصیه‌ٔ حسنعلی نجابت تحصیلات حوزوی در حوزه علمیه شیراز و حوزه‌ علمیه قم را ادامه داد.

## سوابق پژوهشی
1. عضو مؤسس و رئیس مرکز پژوهشهای فرهنگ اسلامی - دانشگاه شیراز  ۱۳۸۱–۱۳۷۴
2. عضو مؤسس و عضو هیئت مدیره انجمن علمی معارف اسلامی ایران  ۱۳۸۱–۱۳۷۶
3. مؤسس، سردبیر و عضو هیئت تحریریه فصلنامه اندیشه دینی - دانشگاه شیراز  ۱۳۸۶–۱۳۷۶
4. عضو کمیته پژوهشی دانشکده ادبیات و علوم انسانی - دانشگاه شیراز  ۱۳۸۲–۱۳۷۵
5. عضو کمیته پژوهشی مرکز تحقیقات امور زنان - دانشگاه شیراز  ۱۳۸۲–۱۳۸۰
6. عضو کمیته پژوهشی مرکز تحقیقات حقوق بشر - دانشگاه شیراز  ۱۳۸۲–۱۳۷۹
7. استاد راهنمای چندین پایان‌نامه دکتری و چندین پایان‌نامه کارشناسی ارشد در دانشگاه‌های شیراز، قم و فردوسی مشهد.  -
8. استاد مشاور چندین پایان‌نامه کارشناسی ارشد و دکتری در دانشگاه‌های شیراز، تهران، امام صادق  -
9. عضو هیئت علمی کنفرانس «اندیشه دینی و جامعه مدنی» شیراز  ۱۳۷۶
10. دبیر علمی کنفرانس ملی سیره و اندیشه امام علی دانشگاه شیراز  ۱۳۷۹
11. دبیر علمی کنفرانس بین‌المللی «مکتب فلسفی شیراز» دانشگاه شیراز  اردیبهشت ۱۳۸۳
12. گذراندن فرصت مطالعاتی در دانشگاه کمبریج انگلستان  ۱۳۸۵–۱۳۸۴
13. دبیر کنفرانس بین‌المللی مولانا و دین در دانشگاه شیراز  اردیبهشت ۱۳۸۶
14. عضو کمیته علمی کنفرانس جهانی بزرگداشت مولانا تهران  آبان ۱۳۸۶
15. دبیر علمی کنفرانس بین‌المللی «عرفان و حکمت هنری» مکتب شیراز تهران - شیراز - آذر ۱۳۸۷
16. مشاور پروژه گفتگوی بین ادیان تحت عنوان «The Cambridge Inter-Faith Program» دانشگاه کمبریج  ۲۰۰۷–۲۰۰۵

## سوابق اجرایی
1. رئیس دانشکده ادبیات و علوم انسانی دانشگاه شیراز  ۱۳۷۸–۱۳۷۶
2. رئیس بخش الهیات و معارف اسلامی دانشگاه شیراز  ۱۳۸۲–۱۳۷۵
3. معاون پژوهشی دانشکده ادبیات و علوم انسانی دانشگاه شیراز  ۱۳۸۲
4. دبیر شورای گروه‌های معارف اسلامی منطقه ۶ کشور (استانهای فارس، خوزستان، بوشهر، کهگیلویه و بویر احمد)  ۱۳۸۲–۱۳۷۶
5. عضو کمیته برنامه‌ریزی دروس معارف اسلامی وزارت علوم، تحقیقات و فناوری  ۱۳۸۲–۱۳۷۷
6. رئیس دانشکده ادبیات و علوم انسانی  ۱۳۸۳–۱۳۸۲
7. رئیس بخش الهیات و معارف اسلامی دانشگاه شیراز  ۱۳۸۶
8. رییس دانشکده الهیات و معارف اسلامی دانشگاه شیراز

## افتخارات علمی و جوایز
1. برنده جایزه پایان‌نامه برگزیده سال در علوم انسانی  دریافت جایزه از رئیس مجلس شورای اسلامی  ۱۳۷۳ [۱]
2. برنده جایزه بهترین مقاله علمی سال در علوم انسانی  دریافت جایزه از وزیر ارشاد اسلامی  ۱۳۷۴ [نیازمند منبع]
3. برنده جایزه بهترین پژوهش فرهنگی سال  دریافت جایزه از رئیس جمهوری اسلامی ایران  ۱۳۷۹ [نیازمند منبع]
4. پژوهشگر نمونه دانشکده ادبیات و علوم انسانی  دریافت جایزه از معاون پژوهشی دانشگاه شیراز  ۱۳۷۵ [نیازمند منبع]
5. پژوهشگر نمونه بخش الهیات و معارف اسلامی  دریافت جایزه از معاون پژوهشی دانشکده ادبیات و علوم انسانی  ۱۳۸۱ [نیازمند منبع]
6. استاد نمونه دروس معارف اسلامی در بین استادان ۴ استان (فارس، خوزستان، بوشهر و کهگیلویه و بویر احمد)  دریافت جایزه از نماینده ولی فقیه در دانشگاه‌ها  ۱۳۸۲ [نیازمند منبع]
7. برنده جایزه کتاب برگزیده سال جمهوری اسلامی ایران  دریافت جایزه از رئیس‌ جمهور ایران  ۱۳۸۲ [نیازمند منبع]

## کتاب‌‌شناسی
1. خدامحوری (اکازیونالیزم) ،انتشارات حکمت، تهران  ۱۳۷۴
2. کلمه حق  انتشارات حوزه‌علمیه شهید نجابت شیراز  ۱۳۷۶
3. وحدت وجود به روایت ابن عربی و مایستر اکهارت  انتشارات هرمس با همکاری مرکز بین‌المللی گفتگوی تمدنها تهران  ۱۳۸۱
4. فرهنگ اصطلاحات عرفان اسلامی  انتشارات سهروردی تهران  ۱۳۸۱
5. آیت حق  انتشارات فلاح شیراز  ۱۳۸۲
6. ترجمه کتاب عوالم خیال نوشته ویلیام چیتیک  انتشارات هرمس تهران  ۱۳۸۴
7. تجلی عرفان اسلامی در ادب فارسی  انتشارات سمت تهران  در دست تألیف
8. ترجمه کتاب «اقتدای به محمد» نوشته کارل ارنست  انتشارات هرمس تهران  زیر چاپ
9. فلسفه عرفان  فرهنگستان هنر تهران  ۱۳۸۷
10. گلبانگ سربلندی (گفتارها و روضه‌های عاشورایی)، انتشارات حکمت سینا، ۱۳۹۴